# رضا بهمني
رضا بهمنی (بالفارسية: رضا بهمنی) هو مهاجم كرة قدم إيراني يلعب حاليًا لنادي كرة القدم الإنجليزي استقلال الأهواز . يلعب Fakori بمثابة إلى الأمام وإنما هو أيضا قادرا على اللعب كما الجناح أو لاعب الوسط المهاجم .

## مهنة النادي
انضم خازيرافي إلى استقلال الأهواز في صيف 2015 ، بعد تخرجه من أكاديمية فولاد.  ظهر لأول مرة مع فريق الاستقلال الأهواز في 26 سبتمبر 2015 ضد غوستاريش فولاد حيث اعتاد أن يكون أساسياً.

## إحصائيات مسيرة النادي
آخر تحديث 31 October 2015..
| النادي           | قسم              | الموسم           | الدوري  | الدوري  | كأس الحزفي | كأس الحزفي | آسيا    | آسيا    | مجموع   | مجموع   |
| النادي           | قسم              | الموسم           | تطبيقات | الأهداف | تطبيقات    | الأهداف    | تطبيقات | الأهداف | تطبيقات | الأهداف |
| ---------------- | ---------------- | ---------------- | ------- | ------- | ---------- | ---------- | ------- | ------- | ------- | ------- |
| استقلال الأهواز  | دوري المحترفين   | 2015–16          | 5       | 0       | 0          | 0          | -       | -       | 5       | 0       |
| المجاميع المهنية | المجاميع المهنية | المجاميع المهنية | 5       | 0       | 0          | 0          | 0       | 0       | 5       | 0       |